# Грб Крупе на Уни
Грб Крупе на Уни је званични грб српске општине Крупа на Уни. Грб је усвојен 1998. године.
Симбол општине има изглед средњовјековног штита са садржајним елементима, који подсјећају на амблеме општина из комунистичког периода.

## Опис грба
Грб Крупе на Уни је у облику штита у које је на плавом пољу златни православни крст са четири оцила између двије златне гранчице и двије зелене половине црногоричног дрвета. Из подножја израста зелена планина са три врха у којој је исписано име општине: „Крупа на Уни“, изнад двије плаве таласасте линије. Из дна заглавља пружају се лијево и десно боје српске тробојке, а изнад у златном заглављу црно исписана година „1992“.